# 哈氏絨冠躄魚
哈氏絨冠躄魚是輻鰭魚綱鮟鱇目躄魚亞目躄魚科的其中一種，為熱帶海水魚，分布於阿拉弗拉海海域，棲息深度2-9公尺，體長可達4.9公分，棲息在沙泥底質海域，生活習性不明。

## 扩展阅读
維基物種上的相關：哈氏絨冠躄魚